# شهریار شفیق
شهریار شفیق (۲۴ اسفند ۱۳۲۳ – ۱۶ آذر ۱۳۵۸) افسر ارشد نیروی دریایی ارتش شاهنشاهی ایران بود. وی فرزند اشرف پهلوی و احمد مصطفی شفیق و نوهٔ رضا شاه بود. او در آذر ۱۳۵۸ به ضرب گلوله فرستادگان جمهوری اسلامی در پاریس ترور شد  

## زندگی
وی حاصل ازدواج اشرف پهلوی شاهدخت ایران و احمد شفیق بود. وی تحصیلات خود را در مدرسه رازی تهران به انجام رساند. هنگام تحصیل در دانشکدهٔ نیروی دریایی دارتموث شمشیر افتخار گرفت. با درجهٔ ناوبان دومی به عنوان افسر مخابرات ناو بایندر در خرمشهر خدمت نظامی خود را در نیروی دریایی ایران آغاز کرد.
از آنجائی که وی فرزند اشرف پهلوی و خواهرزاده محمدرضاشاه پهلوی بود لقب والاگهر در ابتدای نامش به کار گرفته می‌شد.

## پس از انقلاب و نیز ترور
وی پس از پیروزی انقلاب در ایران در روز ۳۰ بهمن ۱۳۵۷ و یک هفته پس از انقلاب و اعلام بیطرفی ارتش، ایران را ترک کرد. او نخست راهی ایالات متحده شد و سپس در فرانسه به همسر و دو فرزندش پیوست. وی در پاریس در حال ایجاد جنبش مقاومت علیه جمهوری اسلامی بود و گروه «ایران آزاد» را بنا نهاد. هم‌زمان در ایران صادق خلخالی رئیس دادگاه انقلاب اسلامی وقت برای وی دادگاهی غیابی ترتیب داده بود و وی را همراه با تنی چند از فرماندهان ارشد ارتش شاهنشاهی به «افساد فی الارض» متهم و محکوم به اعدام کرده بود.
شهریار شفیق با نفوذی که در ارتش ایران داشت قصد انجام کودتایی برای بازگرداندن محمدرضا شاه پهلوی به ایران را داشت که در نهایت در ساعت سیزده روز جمعه شانزدهم آذرماه سال ۱۳۵۸ هنگام خروج از اقامتگاه مادرش اشرف پهلوی در پاریس به ضرب دو گلوله افراد مسلح ناشناس که به پشت گردن و سر وی اصابت کردند در سی و پنج سالگی کشته شد. صادق خلخالی اعلام کرد یکی از فرستادگانش مسبب این قتل بوده‌است.

## زندگی شخصی
شفیق ۱۳۴۶ با مریم اقبال، دختر منوچهر اقبال، ازدواج کرد. شفیق و اقبال صاحب دو فرزند به نام‌های نادر و دارا شدند.